# Абрамов Роман Вікторович
Рома́н Ві́кторович Абра́мов (нар. 16 серпня 1986, Малі Гадомці, Бердичівський район, Житомирська область, Українська РСР — 31 липня 2014, Савур-могила, Донецька область, Україна) — солдат Збройних сил України, учасник війни на Сході України.

## Життєпис
Народився 1986 року в селі Малі Гадомці Бердичівського району. Проживав у Бердичеві. 2006 року здобув спеціальність технолога в Бердичівському коледжі промисловості, економіки та права. Восени 2006-го призваний на строкову службу в ЗСУ, 95-та житомирська ОАЕМБр. Демобілізувався, створив сім'ю, з дружиною Тетяною ростили двох синів.
У березні 2014-го мобілізований, солдат, стрілець-помічник гранатометника 30-ї окремої механізованої бригади (Новоград-Волинський).
Загинув у бою за стратегічно важливу висоту на кордоні України Савур-могила, що на Донеччині. Біля Романа розірвався ракетний снаряд.
По смерті залишились мама, дружина та двоє синів, 2011 р.н. Данило та 2013 р.н. Олександр.
3 серпня 2014-го похований у Бердичеві.

## Нагороди та вшанування
- 15 травня 2015 року — за особисту мужність і героїзм, виявлені у захисті державного суверенітету та територіальної цілісності України, вірність військовій присязі під час російсько-української війни, відзначений — нагороджений орденом «За мужність» III ступеня (посмертно).
- 22 серпня 2014-го в Бердичеві на будинку, де проживав Роман, відкрито меморіальну дошку.
- 5 грудня 2014-го в Бердичівському коледжі відкрито стенд, присвячений пам'яті випускника Романа Абрамова.
- 25 червня 2015 року під час 66-ї сесії Бердичівської міської ради прийнято рішення перейменувати вулицю 60-річчя СРСР — на вулицю Романа Абрамова.